# Thyrinteina picta
Thyrinteina picta är en fjärilsart som beskrevs av Frederick H. Rindge 1969. Thyrinteina picta ingår i släktet Thyrinteina och familjen mätare. Inga underarter finns listade i Catalogue of Life.